# Alois Vrecl
Alois Vrecl (15. června 1896, Cerekvice nad Loučnou – 13. prosince 1983, Dřínov) byl český vojenský pilot.

## Život
Alois Vrecl se narodil v nádražní budově železniční stanice Cerekvice-Česká Hrušová (dnes Cerekvice nad Loučnou). Krátce po jeho narození se rodina Vreclova se šesti dětmi přestěhovala do Peček, kde Alois prožil své mládí a navštěvoval obecnou a měšťanskou školu. Krátce po vyučení (v Praze) jej otec v 16 letech přihlásil do rakousko-uherské armády. V ní pak sloužil nejdříve jako elév u hudby a poté jako zdravotník u 2. pěšího pluku v Brašově v Sedmihradsku (dnes Rumunsko). Od zdravotní služby byl převelen k tehdy se ještě tvořícímu letectvu a byl vycvičen pilotem. Po získání leteckého průkazu (č. 868) roku 1917 bojoval na východní frontě (Zborov a Oděsa), kde mu byly přiznány tři sestřely nepřátelských letadel.

### První republika
Po skončení první světové války se Alois Vrecl přihlásil do řad vznikající Československé armády a sloužil u letectva jako pilot. Létal na takřka všech typech letadel, kterými v té době letectvo disponovalo. V jeho řadách se zúčastnil také bojů na Slovensku proti Maďarské republice rad. Za tuto službu byl také vyznamenán.
Alois Vrecl byl dobrým pilotem a v jeho hodnocení najdeme kladné posudky jeho odborných znalostí, ale i vlastností osobnostních. Při různých leteckých soutěžích se umisťoval mezi prvními. Sloužil u různých útvarů po celé republice, ponejvíce u leteckého pluku 1 v Praze Kbelích a byl povyšován podle předpisů. Protože byl velmi dobrým pilotem, bylo mu roku 1923 svěřeno řízení letadla na tu dobu dálkového letu Praha – Göteborg přes Berlín a Kodaň.
V roce 1926 se Alois Vrecl „proslavil“ akrobatickým kouskem, když v Praze na stroji Avia BH-21 podletěl vyšehradský železniční most, za což byl potrestán 30 dny domácího vězení a přeložením do Prostějova. V roce 1928 se stal prvním československým vojenským pilotem, který seskočil z letadla na padáku československé výroby.

### Druhá světová válka
V roce 1939 Alois Vrecl odešel ilegálně do Polska, aby se přihlásil do řad vznikajícího československého zahraničního vojska. Po krátkém pobytu v Krakově odplul s dalšími dobrovolníky do Francie, kde byl zařazen jako vojenský pilot do cizinecké legie. Ve Francii a v severní Africe se podílel na výcviku francouzských a československých pilotů. Po vyhlášení války Francii odplul v červnu 1940 do tehdejší Velké Británie. Zde pak sloužil jako pilot dopravních letadel u 24. perutě a 510. perutě britského Královského letectva (RAF). V roce 1945 přiletěl na kontinent spolu s 21. skupinou armád maršála Montgomeryho osvobozující Francii a Belgii. Válku ukončil na pozici zpravodajského důstojníka 501. stíhací skupiny RAF.

### Po druhé světové válce
Po osvobození byl Alois Vrecl několikrát vyznamenán, byl povyšován a nadále sloužil u československého letectva. Zlom v jeho vojenské kariéře nastal po roce 1948, kdy, přestože byl členem KSČ (od roku 1946), byl jako příslušník RAF vyloučen z armády.
Alois Vrecl byl bezdětný (adoptoval syna Arnošta Staňka), ale převážná část jeho nejbližších příbuzných, včetně manželky, prošla koncentračními tábory a vězeními, kde jich několik zahynulo. Adoptivní syn ztratil život nad kanálem La Manche jako pilot RAF. Po opuštění armády se Alois Vrecl živil v podřadných profesích, povětšinou jako pomocný dělník. V roce 1983 zemřel v Dřínově u Kralup nad Vltavou ve svém rodinném domku čp. 87 a je pochován v Třeboradicích. Byl rehabilitován v roce 1969 (povýšen na podplukovníka) a při druhé rehabilitaci roku 1991 byl povýšen in memoriam na plukovníka letectva.

## Vyznamenání
Alois Vrecl byl nositelem jedenácti vojenských vyznamenání (jedno uděleno dvakrát). Dne 21. června 2014 byl plukovníku Vreclovi odhalen pomník v jeho rodné obci Cerekvice nad Loučnou.
- Československá vojenská medaile Za zásluhy II. stupně (1945)
- Československá medaile za chrabrost (1946)